# Буор-Хая (губа)
Буор-Хая — губа в південній частині моря Лаптєвих, на південний схід від дельти річки Лена. Довжина — 120 км, ширина біля входу — 110 км, глибина до 18 м. Порт Тіксі. Розташований на території Республіки Якутія Росії.
Зі сходу обмежена мисом Буор-Хая.
На західному березі губи розташована бухта Тіксі і півострів Биковський. Бухта Тіксі і Биковського півострова лежать на західному березі затоки Буор-Хая. У середині затоки розташований острів Муостах.
У затоку впадає одна велика річка — Омолой, а також річки поменше (Орто-Стан, Дягарин) — гирло річок розташоване на східному узбережжі. Море в цьому затоці замерзає приблизно на дев'ять місяців на рік.
У затоці розташована покинута полярна станція.

## Річки, що впадають
У затоку впадає безліч річок, найбільші з яких це Омолой, Кулой, Найба, Хара-Улах, Улахан-Більдях, Орто-Стан.